# 第三帝国興亡記
第三帝国興亡記（だいさんていこくこうぼうき）はマリオネットから発売されている第二次世界大戦を舞台とした戦略シミュレーションゲーム。
現在シリーズでIIまで発売されている。PlayStation 2用ソフト。

## 概要
第二次世界大戦をモチーフとしたゲームで、プレイヤーはドイツの最高司令官となってヨーロッパ･地中海地域･中近東制覇を目指すといった内容。登場勢力は実際のヨーロッパ諸国（史実で参戦していないイベリア半島･スイス･スウェーデン･トルコは除く）。
プレイヤーは兵器を開発･生産しながら生産した兵器を自軍に配備しながら、敵の領土に進撃していく。
登場する軍人はすべて史実に登場する将軍で当初はドイツ軍のみであったが、IIでは敵軍の将軍にも一部名前が登場するようになった。
また、当時のドイツ軍の国旗及び軍旗はハーケンクロイツであるが、各方面にも配慮して、鉤十字の部分だけは普通の十字に変更されている。
シナリオが自由に変更できるIよりもIIのほうが難易度が高い。
侵攻する順番は基本的に史実どおりであるがプレイヤーの選択次第で史実に沿わない作戦も取ることができる（例:独ソ不可侵条約を結ばずに大戦初期に独ソ戦を開始するなど）。

## 史実と異なる点
史実と異なる点もいくつか存在する。
- フランスが史実以上に強い。
- マジノ線を正面突破できる。
- パリを占領してもフランスが降伏しない。
- イギリスが当時の国際秩序に反して侵略をする。
- ソ連が独ソ不可侵条約を破る。
- イタリアと同盟するのがゲーム中盤から後半。
- ソ連と正面衝突しても短期戦で勝利することが可能。
- イギリス上陸作戦に失敗していた場合、アメリカがヨーロッパ戦線に登場するのが1942年12月以降になる。
- アメリカの参戦動機がイギリス支援若しくはヨーロッパ解放となり史実と大きく違う。（史実ではドイツが宣戦布告した）
- アメリカ軍が史実では上陸していない場所（ソ連領カレリア、ノルウェー、イングランド、スコットランド）に上陸する。

ターンが経過するごとに史実に沿った様々なイベントが起きる（独ソ不可侵条約・冬戦争など）。また、兵器の開発をすればするほど自軍に有利になるが、敵軍もそれに準じて兵器レベルを上げてくるので、相手よりも早く開発して敵領土を攻略することが重要である。

## 基本的なゲームの流れ

### 戦略フェイズ
開発・作戦・防空・開発・生産などの基本コマンドや進撃地域を指定したりする。ここで大部分勝敗が決する。

### 戦闘フェイズ
基本的には攻撃側では一定ターン以内に敵軍を殲滅もしくは敵都市を完全制圧（Iでは一定数の都市）を達成すればその地域での勝利となる。逆にできなければ敗北となる。また、時には敵軍もプレイヤー側領土に侵攻してくるので防衛フェイズも存在する。その場合は一定ターン都市を防衛できればプレイヤーの勝利となる。